# 磁硫鉄鉱
磁硫鉄鉱（じりゅうてっこう、pyrrhotite、ピロータイト）は、鉄の硫化鉱物である。化学組成：Fe1-xS 、比重：4.6、モース硬度：3.5-4.5、晶系：六方晶系または単斜晶系。名前の通り磁性を持つが、その強弱はものによって様々である。
黄鉄鉱（FeS2）などの硫化鉱物に伴って産出する。熱水鉱床、スカルン鉱床などに産する。酸化して変色しやすいため、保存するには酸素を断つ必要がある。
鉄の比率が一定しない不定比化合物であり、天然の主要成分であるpyrrhotite-4C (Fe7S8)の他に、pyrrhotite-5C (Fe9S10)、 pyrrhotite-6C (Fe11S12)、pyrrhotite-7C (Fe9S10)、pyrrhotite-11C (Fe10S11)が多型として報告されている。これらの研究は、森本信男により行われた。
産地は、ロシアのダルネゴルスク、ルーマニアのヘリア、ドイツのセントアレンドレアスベルグ、西オーストラリアのカンバルダ、イタリアのトレンチノ、カナダのサドベリー、アメリカのニューヨーク州、ニュージャージー州、ペンシルバニア州などがある。